# Typhloglomeris coeca
Typhloglomeris coeca är en mångfotingart som beskrevs av Karl Wilhelm Verhoeff 1898. Typhloglomeris coeca ingår i släktet Typhloglomeris och familjen Glomeridellidae. Inga underarter finns listade i Catalogue of Life.